# Бат (Мейн)
Вижте пояснителната страница за други значения на Бат.
Бат (на английски: Bath) е град в САЩ, щата Мейн. Административен център е на окръг Сагадахок. Населението на града е 8317 души (по приблизителна оценка от 2017 г.). Бат привлича много туристи с уникалната си архитектура от 19 век.